# Cytisus praecox
Cytisus praecox är en ärtväxtart som beskrevs av Gustave Beauverd. Cytisus praecox ingår i släktet kvastginster, och familjen ärtväxter. Inga underarter finns listade i Catalogue of Life.